# Hylodes cardosoi
Hylodes cardosoi es una especie de anfibio anuro de la familia Hylodidae.

## Distribución geográfica
Esta especie es endémica del sureste de Brasil. habita entre los 100 y 1200 m de altitud:
- en el estado de Paraná, en Morretes;
- en el estado de São Paulo, en Apiaí, Capão Bonito e Iporanga.[4]

## Etimología
Esta especie lleva el nombre en honor a Adão José Cardoso.

## Publicación original
- Lingnau, Canedo & Pombal, 2008 : A new species of Hylodes (Anura: Hylodidae) from the Brazilian Atlantic Forest. Copeia, vol. 2008, n.º 3, p. 595-602.[5]